# Карпово (Одесская область)
Карпово (укр. Карпове) — село, относится к Раздельнянскому району Одесской области Украины.
Население по переписи 2001 года составляло 8 человек. Почтовый индекс — 67460. Телефонный код — 4853. Занимает площадь 0,211 км². Код КОАТУУ — 5123983007.

## Местный совет
67460, Одесская обл., Раздельнянский р-н, село Калантаевка.